# Alcol denaturato
L'alcol denaturato (chiamato anche alcol metilato, alcol rosa o in gergo spirito) è una miscela di alcol etilico (etanolo) a cui vengono aggiunti additivi e spesso coloranti tali da renderlo inadatto al consumo alimentare. Il processo di denaturazione evita le accise fiscali sull'alcol, essendo il prodotto non destinato alla produzione di distillati e bevande.

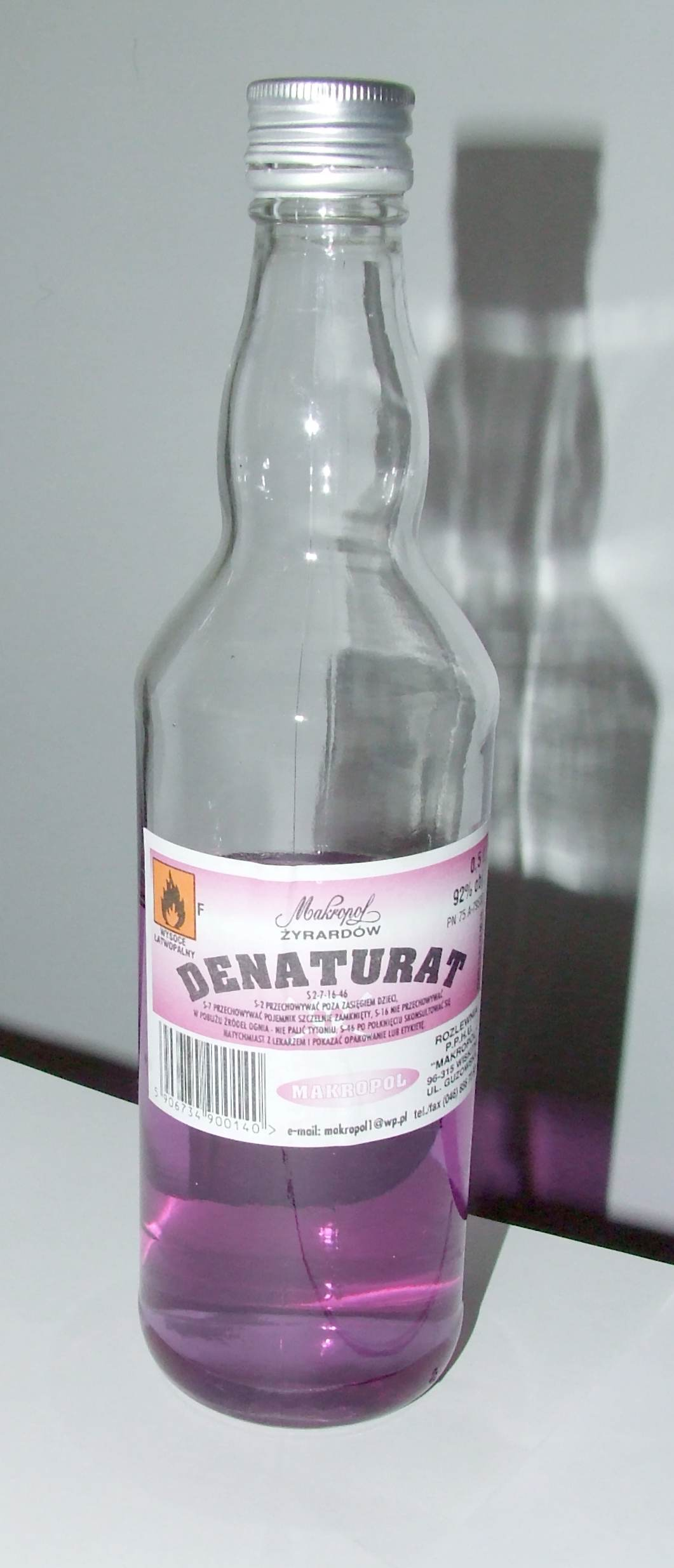
Bottiglia di alcol denaturato

## Descrizione
La denaturazione dell'alcol, obbligatoria per legge, non altera la molecola di etanolo: esso viene miscelato con altre sostanze chimiche per formare una soluzione dal sapore sgradevole, tossica se ingerita. Per molte di queste soluzioni è volutamente difficile separarne i componenti, in modo da scoraggiare post distillazioni. La piridina e/o il metanolo rendono velenoso l'alcol denaturato, il denatonio lo rende amaro. A volte è colorato con appositi pigmenti, in modo che possa essere facilmente identificato visivamente.
A causa della diversità degli usi industriali e casalinghi dell’alcol denaturato, sono stati utilizzati centinaia di additivi e metodi di denaturazione. L'additivo principale è solitamente 10% di metanolo (alcol metilico), da cui il nome alcol metilato; altri additivi comuni includono alcol isopropilico, acetone, metiletilchetone e metilisobutilchetone.
L'alcol denaturato viene utilizzato come prodotto per la pulizia della casa, come solvente, accendifuoco e come combustibile per stufe ad alcool e fornelli da campeggio.

## Formulazioni
Vengono utilizzati diversi additivi per rendere difficile la distillazione o altri processi semplici che invertirebbero la denaturazione.
Il metanolo è comunemente usato sia perché il suo punto di ebollizione è vicino a quello dell'etanolo, sia perché è tossico. Un altro denaturante tipico è la piridina. Spesso l'alcool denaturato viene colorato con violetto di metile o reactive red 24 .
Esistono diversi gradi di alcol denaturato, ma in generale i denaturanti utilizzati sono simili. Ad esempio, la formulazione per l'alcol completamente denaturato, secondo le normative britanniche del 2005, era la seguente:
L'Unione Europea ha concordato nel febbraio 2013 le procedure reciproche per la denaturazione completa dell'alcol:
L'alcol appositamente denaturato (SDA, specially denatured alcohol) è uno dei tanti tipi di alcol denaturato specificati nell'articolo 27 del Code of Federal Regulations degli Stati Uniti, sezione 21.151. Lo SDA è una combinazione di etanolo e un'altra sostanza chimica, ad esempio acetato di etile in SDA 29, 35 e 35A, aggiunta per rendere la miscela inadatta al consumo. Gli SDA sono spesso utilizzati nei prodotti cosmetici e possono essere utilizzati anche nella produzione chimica, farmaceutica e nei solventi. Un altro esempio è SDA 40-B, che contiene alcol terziar-butilico e denatonio benzoato.

## Utilizzi

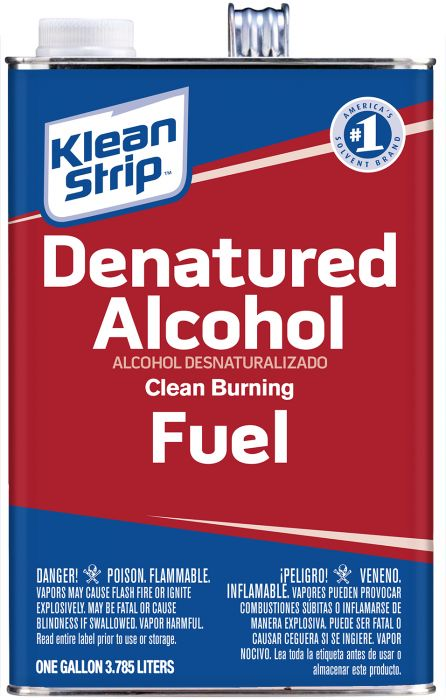
Barattolo di latta da di alcol denaturato.

In molti paesi, le vendite di bevande alcoliche sono pesantemente tassate per scopi di politica fiscale e sanitaria pubblica. Per evitare di pagare le tasse sulle bevande alcoliche non destinate al consumo, l'alcol viene solitamente "denaturato" o trattato con l'aggiunta di sostanze chimiche per renderlo sgradevole. La composizione è strettamente definita dalle normative governative nei paesi che tassano le bevande alcoliche.
L'alcol denaturato viene utilizzato in modo identico all'etanolo stesso, per applicazioni che coinvolgono carburante, materiale chirurgico e di laboratorio.
L'etanolo puro è necessario solo per le applicazioni nel settore alimentare e delle bevande e per alcune reazioni chimiche in cui il denaturante interferirebbe: in biologia molecolare, l'etanolo denaturato non deve essere utilizzato per la precipitazione degli acidi nucleici, poiché gli additivi potrebbero interferire con le applicazioni a valle.
L'alcol denaturato non presenta vantaggi rispetto all'etanolo normale; è un compromesso di politica pubblica. Poiché l'alcol denaturato viene venduto senza le tasse, spesso pesanti, dell'alcol idoneo al consumo, è una soluzione più economica per la maggior parte degli usi che non ne comportano il consumo. Se l’etanolo puro fosse reso disponibile a buon mercato come carburante, solventi o per scopi medicinali, molte persone probabilmente lo utilizzerebbero come bevanda senza pagare le tasse sulle bevande alcoliche.

## Tossicità
Nonostante il suo contenuto non adatto ad uso alimentare, l'alcol denaturato viene talvolta consumato come surrogato alcolico. Ciò può provocare cecità o morte se contiene metanolo. Ad esempio, durante i tredici anni di proibizionismo dell'alcol negli Stati Uniti, la legge federale richiedeva l’aggiunta di metanolo agli alcoli industriali prodotti a livello nazionale: dal 25 al 27 dicembre 1926, a metà del periodo di divieto nazionale di alcol, 31 persone nella sola New York morirono di avvelenamento da metanolo.
La Nuova Zelanda ha rimosso il metanolo dalla sua formulazione approvata dal governo.
Per evitare ciò, spesso viene aggiunto denatonio per conferire alla sostanza un sapore estremamente amaro. Sostanze come la piridina vengono aggiunte per conferire alla miscela un odore sgradevole e possono essere inclusi anche agenti come lo sciroppo di ipecac per indurre il vomito.
Nell'URSS, l'alcol denaturato veniva utilizzato come surrogato dell'alcol da bere, insieme a molti altri prodotti tecnici contenenti etanolo. Ciò era particolarmente comune durante le varie campagne anti-alcol avviate dal governo sovietico. Ci sono molte prove di ciò sia nel folklore popolare che nella letteratura e nella musica: la parola denaturat (in russo денатурат?) ha acquisito anche un significato simbolico speciale; il suo consumo è menzionato nelle canzoni di Vladimir Vysotsky, così come nelle opere scritte di Venedikt Yerofeev, Yuz Aleshkovsky e Vyacheslav Shishkov.